# ネオプルラナーゼ
ネオプルラナーゼ（Neopullulanase、EC 3.2.1.135）は、プルランに作用しパノース（6-α-D-グルコシルマルトース）を遊離する化学反応を触媒する加水分解酵素である。
系統名はプルラン 4-D-グルカノヒドロラーゼ(パノース形成)(pullulan 4-D-glucanohydrolase (panose-forming))。

## 概要
1988年に、Bacillus stearothermophilus TRS40の生産するプルラン分解酵素が、プルランのα-1,4グルコシド結合を加水分解し、α-パノースを生成することが見いだされた。この酵素の基質特異性はTVAと同じであったが、TVAと比べて澱粉の加水分解力が小さかったことから、ネオプルラナーゼと命名された。この酵素もTVAと同様に、α-1,4結合の他にもα-1,6結合をも加水分解できること、糖転移できることが明らかとされた。